# Spiraea elegans
Spiraea elegans là loài thực vật có hoa trong họ Hoa hồng. Loài này được Pojark. miêu tả khoa học đầu tiên năm 1939.